# CCP Games
CCP Games (Crowd Control Productions) – islandzki producent i wydawca gier komputerowych. CCP zostało założone w czerwcu 1997 roku przez Reynira Harðarsona, Þorolfur Becka oraz Ívara Kristjánssona, których celem była produkcja i dystrybucja gier MMORPG. 11 listopada 2006 roku firma połączyła się z wytwórnią gier fabularnych White Wolf.
CCP wydało takie gry jak: Eve Online, Świat Mroku i Dust 514.